# Michel Caignet
Pour les articles homonymes, voir Caignet.
Michel Caignet, né Miguel Caignet en 1954, est un traducteur, journaliste et éditeur français.

## Biographie
Né en 1954, Michel Caignet fréquente au début des années 1980 la Fédération d'action nationale et européenne (FANE), un mouvement néonazi (dissous en 1986), et devient président du Centre de culture européenne. Il est victime en 1981 d'une agression de la part de militants juifs et défiguré par un jet de vitriol. L'un de ses agresseurs — alors en fuite — a été condamné par contumace à 20 années de prison.
À partir de 1986, il publie le mensuel homosexuel Gaie France, destiné, selon les termes de son responsable, à un public cultivé aimant « regarder de jeunes personnes ». En réaction se constitua un Comité homosexuel et lesbien antifasciste (CHLAF) afin d'alerter le mouvement LGBT sur les liens idéologiques de la revue. À la suite des démarches du Projet Ornicar et à l’intervention de la CNCDH, Gaie France Magazine a été interdit à la vente aux mineurs, par arrêté ministériel du 27 mai 1992, pour « incitation à la pédophilie ». Caignet en poursuit la publication sous un autre titre : Gaie France nouvelle série, qui cesse de paraître en 1993.
Il prétend avoir cessé de militer à la fin des années 80, après avoir été chassé d'un banquet commémorant la naissance d'Adolf Hitler au cours duquel il aurait diffusé Gaie France et tenté d'expliquer aux Italiens présents que Benito Mussolini était homosexuel.
Michel Caignet est poursuivi en 1997 dans une affaire de diffusion de films pornographiques pédophiles (dit réseau Toro Bravo, films tournés en 1994 en Colombie par une société française de production : Toro Bravo), proposés aux lecteurs de Gaie France. Il déclare que les figurants étaient des majeurs « paraissant jeunes », et que si ce n'était pas le cas, c'est qu'il avait été « abusé ». Il est condamné à quatre ans de prison, dont dix-huit mois avec sursis.